# Сухотина-Толстая, Татьяна Львовна
Татья́на Льво́вна Сухотина́-Толста́я (4 (16) октября 1864, Ясная Поляна, Тульская губерния, Российская империя — 21 сентября 1950, Рим, Италия) — русская писательница, мемуаристка; старшая дочь Льва Толстого.

## Биография
Родилась 4 (16) октября 1864 года в семье графа Л. Н. Толстого. За неделю до её рождения с отцом произошёл несчастный случай, который мог лишить его способности действовать правой рукой. Как позже писала сама Сухотина-Толстая: «крестил меня друг моего отца Дмитрий Алексеевич Дьяков, а крёстной матерью моей была моя бабушка Любовь Александровна Берс».
Начала вести дневники в возрасте 14 лет и продолжала их в течение почти 40 лет. Лев Николаевич поощрял детей к ведению дневников и в ранние годы и  иногда читал записи Татьяны Львовны. Поэтому особенный интерес в её мемуарах представляют рассказы об отце, его образе жизни, повседневном быте.
В 1881 году она поступила в Московское училище живописи, ваяния и зодчества, где её учителями были Василий Перов, Илларион Прянишников и Леонид Пастернак; она также училась у Николая Ге.
Наиболее тесные дружеские и творческие отношения у Татьяны Толстой сложились с Николаем Ге. Историю всех десяти лет создания художником его последней и, по общему убеждению современников, ключевой картины всего его творчества «Распятие» искусствоведы XIX—XXI веков отслеживают по дневникам и письмам дочери писателя. После запрещения публичной демонстрации картины Александром III Лев Толстой разместил её в Ясной Поляне как раз в мастерской своей дочери Татьяны.
В 1899 году в возрасте 35 лет вышла замуж за уездного предводителя дворянства статского советника Михаила Сергеевича Сухотина, которому было 49 лет.
Татьяна Львовна, как и её сёстры Мария и Александра, была последовательницей учения Толстого, вегетарианкой. 
После смерти мужа, в 1914 году, вернулась в Ясную Поляну. После создания музея-усадьбы «Ясная Поляна», с 1917 по 1923 год, была её хранительницей.
В 1923—1925 годах работала директором Государственного музея Л. Н. Толстого в Москве.
С 1925 года жила в эмиграции, во Франции. Участвовала в работе благотворительного Толстовского фонда, который был организован в 1939 году. Из Парижа переехала в Италию, где провела остаток своей жизни. 

Умерла в Риме 21 сентября 1950 года; похоронена на Некатолическом кладбище в Тестаччо (III, III, 2, 13, tomba № 1017) вместе с пасынком Ф. М. Сухотиным и дочерью Т. М. Сухотиной-Альбертини.
Дочь Татьяны Львовны — Татьяна Михайловна Сухотина-Альбертини (1905—1996), жена адвоката Леонардо Джузеппе Альбертини (1903—1980); гражданка Италии, президент общества Servizio Sociale Internazionale и итальянского филиала Толстовского фонда — написала несколько книг воспоминаний: «Моя мать», «Моя бабушка», «Толстой и детство».

## Сочинения
- «Учитель музыки» (под псевдонимом Ольга Блохина). Журнал «Игрушечка». 1891, № 11
- «Друзья и гости Ясной Поляны». 1. «Н. Н. Ге». Журнал «Вестник Европы», 1904, № 11
- «Друзья и гости Ясной Поляны», изд-во «Колос», М., 1923.
- «О том, как мы с отцом решали земельный вопрос» — Сб. «Толстой и о Толстом. Новые материалы». М., 1924, с. 55.
- Семейная трагедия Льва Толстого // Вечерняя Москва, 1928.
- Семейная трагедия Льва Толстого: (Из записок его дочери Т. Л. Толстой-Сухотиной) // Новое русское слово.— Нью-Йорк, 1935.— 17 ноября (№ 8327).— С. 2.
- «Чурка» // Новое русское слово.— Нью-Йорк, 1950.— 26 сентября (№ 14032).— С. 3.
- The Tolstoy Home: Diaries of Tatiana Sukhotin-Tolstoy. Publisher:  Columbia University Press; 2d ptg. edition, 1951. ASIN:B000KNKSXG
- Т. Tolstoi. «Avec Leon Tolstoi». Paris, 1975 (на франц. языке)
- Воспоминания. — М., 1976. 2-е изд. — 1980.
- Дневник. — М., 1979. 2-е изд. — 1984.
- «Милый Булгаша!..»: Письма Т. Л. Сухотиной-Толстой и Т. М. Альбертини-Сухотиной В. Ф. Булгакову (1925—1940) / Вступ. ст., публ. и коммент. В. Н. Абросимовой и Г. В. Краснова // Диаспора: Новые материалы.— Париж; СПб., 2004.— Т. 6.— С. 416—471.

### Издания
- Сухотина-Толстая Т. Л. Воспоминания / Составление, вступительная статья и примечания А. И. Шифмана; Оформление художника А. Ременника. — М.: Художественная литература, 1980. — 528 с. — 1 000 000 экз.